# Гексацианоферрат(III) свинца
Гексацианоферрат(III) свинца — неорганическое соединение,
соль свинца и гексацианожелезной(III) кислоты 
с формулой Pb3[Fe(CN)6]2,
слабо растворяется в воде,
образует кристаллогидрат — красные кристаллы.

## Получение
- Реакция нитрата свинца и гексацианоферрата(III) калия:

{\displaystyle {\mathsf {3Pb(NO_{3})_{2}+2K_{3}[Fe(CN)_{6}]\ {\xrightarrow {}}\ Pb_{3}[Fe(CN)_{6}]_{2}+6KNO_{3}}}}

## Физические свойства
Гексацианоферрат(III) свинца образует кристаллы
тригональной сингонии,
пространственная группа P 3,
параметры ячейки a = 0,71879 нм, c = 0,55092 нм, Z = 1.
Слабо растворяется в холодной воде, разлагается в горячей.
Образует  кристаллогидрат состава Pb3[Fe(CN)6]2•6H2O — красные кристаллы, 
которые начинают терять воду при 110-120°С.

## Химические свойства
- Используется для получения железосинеродистой кислоты:

{\displaystyle {\mathsf {Pb_{3}[Fe(CN)_{6}]_{2}+3H_{2}SO_{4}\ {\xrightarrow {}}\ 2H_{3}[Fe(CN)_{6}]+3PbSO_{4}\downarrow }}}